# Castelo de Wallace
O Castelo de Wallace é um castelo em ruínas localizado em Aberdeenshire, na Escócia.
Localizado no vale de Minonie, dois fragmentos de parede permanecem do castelo. O castelo foi propriedade da família Smith no século XVIII.